# ایمی کارلوس
ایمی لین کارلوس (انگلیسی: Amy Lynn Carlson؛ زادهٔ ۷ ژوئیهٔ ۱۹۶۸) بازیگر اهل ایالات متحده آمریکا است.
از فیلم‌های معروف او می‌توان به بازی در مجموعه دیدبان سوم، آنامورف و نجیب‌زادگان اشاره کرد.